# Rhopalorhynchus claudus
Rhopalorhynchus claudus is een zeespin uit de familie Colossendeidae. De soort behoort tot het geslacht Rhopalorhynchus. Rhopalorhynchus claudus werd in 1975 voor het eerst wetenschappelijk beschreven door Stock. 